# Copa CECAFA 1992
La Copa CECAFA de 1992 fue la edición número 19 del campeonato de la región del África del Este.
Todos los partidos se jugaron en Mwanza y Arusha del 15 de noviembre hasta el 28 de noviembre.

## Información
- Somalia no participó en el torneo por séptima vez consecutiva.
- Zimbabue se desafilió de la CECAFA meses antes de que se iniciara el torneo.no iban a participar en el torneo.
- Seychelles marcó su debut en el torneo.

## Grupo A
| Equipo       | Pts | Pld | W | D | L | GF | GA | GD |
| ------------ | --- | --- | - | - | - | -- | -- | -- |
| Uganda       | 4   | 3   | 1 | 2 | 0 | 7  | 4  | +3 |
| Tanzania 'B' | 4   | 3   | 1 | 2 | 0 | 4  | 1  | +3 |
| Kenia        | 4   | 3   | 1 | 2 | 0 | 3  | 2  | +1 |
| Seychelles   | 0   | 3   | 0 | 0 | 3 | 3  | 10 | -7 |

| 15 de noviembre de 1992, 12:00 | Kenia            | 1:1 (0:0) | Uganda           | Estadio Sheikh Amri Abeid, Arusha |  |
|                                | James Nandwa 48' |           | Tony Sekalie 55' |                                   |  |

| 16 de noviembre de 1992, 14:00 | Tanzania                                                           | 3:0 (2:0) | Seychelles | Estadio Sheikh Amri Abeid, Arusha |  |
|                                | Razak Yusuf 24' · Christopher Michael 33' · Rudy González 89' (ag) |           |            |                                   |  |

| 18 de noviembre de 1992, 13:00 | Seychelles    | 1:2 (0:2) | Kenia                                       | Estadio Sheikh Amri Abeid, Arusha |  |
|                                | René Judy 51' |           | Joseph Magongo 40' · Paul Jeoffrey 42' (ag) |                                   |  |

| 19 de noviembre de 1992, 12:00 | Uganda            | 1:1 (1:0) | Tanzania        | Estadio Sheikh Amri Abeid, Arusha |  |
|                                | Samuel Swimba 13' |           | Razak Yusuf 49' |                                   |  |

| 21 de noviembre de 1992, 12:00 | Uganda | 5:2 (1:2) | Seychelles                        | Estadio Sheikh Amri Abeid, Arusha |  |
|                                | Jackson Mayanja 2' · George Semogerere 48' (pen.) · Isaac Chembe 51' · Omar Sekatawa 79' · Mohamed Yassin 88' |           | Albert Mosehl 11' · Paul Rose 19' |                                   |  |

| 22 de noviembre de 1992, 14:00 | Tanzania | 0:0 | Kenia | Estadio Sheikh Amri Abeid, Arusha |  |

## Grupo B
| Equipo   | Pts | Pld | W | D | L | GF | GA | GD  |
| -------- | --- | --- | - | - | - | -- | -- | --- |
| Malaui   | 7   | 4   | 3 | 1 | 0 | 7  | 2  | +5  |
| Zambia   | 6   | 4   | 3 | 0 | 1 | 13 | 4  | +9  |
| Tanzania | 3   | 4   | 1 | 1 | 2 | 4  | 5  | -1  |
| Etiopía  | 2   | 4   | 1 | 0 | 3 | 7  | 7  | 0   |
| Zanzíbar | 2   | 4   | 1 | 0 | 3 | 1  | 14 | -13 |

| 15 de noviembre de 1992, 15:00 | Etiopía                   | 3:0 (1:0) | Zanzíbar | Estadio Kirumba, Mwanza |  |
|                                | Asnake Tenkir 27' 54' 73' |           |          |                         |  |

| 16 de noviembre de 1992, 16:00 | Tanzania                  | 1:1 (0:0) | Malawi             | Estadio Kirumba, Mwanza |  |
|                                | Felician Minde 71' (pen.) |           | Peter Chimodzi 69' |                         |  |

| 17 de noviembre de 1992, 14:00 | Zambia                                                                | 3:2 (1:1) | Etiopía                               | Estadio Kirumba, Mwanza |  |
|                                | Moses Chikwalaknaca 7' · Samuel Chomba 49' (pen.) · Patrick Banda 63' |           | Begashaw Milyon 44' (pen.) 79' (pen.) |                         |  |

| 18 de noviembre de 1992, 15:00 | Zanzíbar        | 1:0 (0:0) | Tanzania | Estadio Kirumba, Mwanza |  |
|                                | Ahmed Lambo 48' |           |          |                         |  |

| 19 de noviembre de 1992, 14:00 | Malawi            | 1:0 (1:0) | Zambia | Estadio Kirumba, Mwanza |  |
|                                | Charles Mtwali 4' |           |        |                         |  |

| 20 de noviembre de 1992, 14:00 | Etiopía           | 1:2 (0:2) | Tanzania                            | Estadio Kirumba, Mwanza       |                               |
|                                | Asnake Tenkir 56' |           | Said Mwamba 4' · Felician Minde 43' | Asistencia: 1000 espectadores | Asistencia: 1000 espectadores |

| 21 de noviembre de 1992, 14:00 | Zambia                                                                                         | 8:0 (4:0) | Zanzíbar | Estadio Kirumba, Mwanza        |                                |
|                                | Patrick Banda 4' 75' · Kevin Mutale 9' 57' 58' · Abdi Ibrahim 37' (ag) · Derby Makinka 44' 55' |           |          | Asistencia: 10000 espectadores | Asistencia: 10000 espectadores |

| 22 de noviembre de 1992, 16:00 | Malawi            | 2:1 (1:0) | Etiopía             | Estadio Kirumba, Mwanza |  |
|                                | Paul Waya 21' 51' |           | Kabede Mulugeta 65' |                         |  |

| 23 de noviembre de 1992, 14:00 | Tanzania              | 1:2 (0:1) | Zambia               | Estadio Kirumba, Mwanza |  |
|                                | Edibily Lunyamila 11' |           | Kevin Mutale 33' 55' |                         |  |

| 24 de noviembre de 1992, 14:00 | Zanzíbar | 0:3 (0:1) | Malawi                                                     | Estadio Kirumba, Mwanza |  |
|                                |          |           | Charles Mtwali 32' · Chikupo Malesa 70' · Joseph Lungu 89' |                         |  |

## Semifinales
| 25 de noviembre de 1992, 12:00 | Uganda | 0:0 (4:2 p.) | Zambia | Estadio Kirumba, Mwanza        |  |
|                                |        |              |        | Asistencia: 15000 espectadores |  |

| 25 de noviembre de 1992, 16:00 | Tanzania             | 1:0 (0:0) | Malawi | Estadio Sheikh Amri Abeid, Arusha |                                |
|                                | Sekilojo Chambua 60' |           |        | Asistencia: 15000 espectadores    | Asistencia: 15000 espectadores |

## Tercer lugar
| 28 de noviembre de 1992, 15:00 | Zambia                                         | 4:0 (3:0) | Malawi | Estadio Kirumba, Mwanza        |                                |
|                                | Patrick Banda 16' 87' · Kevin Mutale 25' 45+1' |           |        | Asistencia: 17000 espectadores | Asistencia: 17000 espectadores |

## Final
| 28 de noviembre de 1992, 17:00 | Tanzania | 0:1 (0:0) | Uganda            | Estadio Kirumba, Mwanza        |                                |
|                                |          |           | Omar Sekatawa 77' | Asistencia: 19000 espectadores | Asistencia: 19000 espectadores |

| Uganda         |
| Campeón Uganda |
| Sexto título   |

| Predecesor: 1991 | Copa CECAFA 1992 | Sucesor: 1994 |

- Datos: Q1023280